# Oliver Jordan
Oliver Jordan (* 29. März 1958 in Essen) ist ein deutscher Maler. Er lebt und arbeitet in Köln, Essen und in Port-Blanc (Bretagne).

## Leben
Von 1980 bis 1985 studierte er Freie Malerei an der Kunstakademie Düsseldorf bei Ellen Neumann, Anatol Herzfeld und im Kontext der FIU bei Joseph Beuys und Johannes Stüttgen.
Seit 2000 setzt Oliver Jordan sich aktiv für die Opfer von Landminen ein.

## Werk
Oliver Jordan verfolgt seit Anfang der 80er Jahre ein Konzept der gegenständlichen Malerei, das er konsequent durchsetzt und in dem Manifest und den Zyklen „Verloren und gefunden in Blau“ und „Rembrandt hört John Lee Hooker“ verdeutlichte. Neben dem Porträt und der Landschaft steht die Stadt im Mittelpunkt seiner Malerei. Bis 2003 wurden u. a. folgende Städtezyklen realisiert: Dortmund, Berlin, Hamburg, Dresden, Leipzig, Frankfurt, Florenz, Neapel, Lyon, Paris, Madrid, Köln, Essen und London.
Er porträtierte viele bekannte Persönlichkeiten wie die Sportler Daniel Narcisse oder Helmut Rahn, Musiker wie Anne Sophie Mutter, Kent Nagano, Keith Richards oder Bob Dylan. 2001 porträtierte Jordan den Oberbürgermeister von Köln, Norbert Burger für das Alte Rathaus in Köln. 2001/2002 entstand eine Serie von 16 Porträts des Industriellen Berthold Beitz. Im Jahr 2002 malte er ein 8 × 9 Meter großes Triptychon mit Gustav Mahler, Igor Strawinsky und Arnold Schönberg für die Philharmonie Dortmund. 2003 vertrat Jordan als Künstler das Land NRW auf Einladung des Ministerpräsidenten Peer Steinbrück zum Tag der deutschen Einheit in der deutschen Botschaft in London.
Seine Bilder befinden sich in öffentlichen und privaten Sammlungen. Seit 1983 hatte er regelmäßige Ausstellungen in Galerien, Museen, Kunstvereinen, sowie Präsentationen auf nationalen und internationalen Messen. Zahlreiche Bücher und Kataloge sowie Film- und Fernsehbeiträge, wie der wissenschaftliche Film über das Sehen mit Detlef Linke für das Bayerische Fernsehen (2003), dokumentieren seine Arbeit.

## Ausstellungen (Auswahl)
- 1990: Kolbhalle, Köln
- 1991: „Bilder gegen den Golfkrieg“, Kunstverein Hamburg
- 1992: „Blues für Dortmund“, Museum am Ostwall, Dortmund
- 1995: „Blues der Bilder“, Kölnisches Stadtmuseum, Köln
- 2000: „Meisterschüler Beuys“ (Gruppenausstellung), Museum Schloss Moyland
- 1998–2003: Art Cologne u. a. mit „Spirito del Lago“, Kunstprojekt auf der Isola Bella mit Peter Gilles, Enrico Baj, Jan van Munster, Patrick Raynaud u. a.
- 2000: Deutsches Bundespressehaus, Berlin; Kunstverein Augsburg „Guten Morgen Malerei“ (mit Polke, Richter, Schumacher, Zimmer, Hoehme)
- 2001: Jahresgabe Motiv: J. Beuys; Beuys Museum Schloss Moyland; Sammlung van der Grinten, Kleve
- 2001: „Die Hattinger Bürger“, Kunstverein Hattingen
- 2002: Kunstverein Dortmund
- 2000–2007: Arco (Kunstmesse Madrid), Pulse (Kunstmesse New York u. Miami), Art Cologne; Gruppen- u. Einzelausstellungen Galerie Röpke y Arnès (Madrid, Köln), Galerie am Hauptplatz, Fürstenfeldbruck
- 2003: Ausstellung anlässlich des Empfangs des Landes NRW zum Tag der Deutschen Einheit, Deutsche Botschaft London
- 2005: Cologne Fine Art, Köln; Einzelausstellung begleitend zur Picasso-Ausstellung, Galerie Noah im Glaspalast, Augsburg
- 2006: Gruppenausstellung mit Frank Auerbach, Baselitz, Barcelo, Kiefer und Kippenberger, Galerie Röpke, Köln
- 2006: Cologne Fine Art, Köln; Galerie der Moderne, Mainz, mit Thomas Baumgärtel
- 2012: Oliver Jordan-Malerei, Galerie Seippel, Köln
- 2013: Hochzeit des Lichts-Hommage an Albert Camus, Grand Théatre Aix-en-Provence, Frankreich, im Rahmen der Kulturhauptstadt Europas-Marseille/Provence
- 2014: Ver-Dichtung der Wirklichkeit, Galerie Seippel, Köln
- 2014: Szene Rheinland: Oliver Jordan: Malerei als Revolte – Eine Hommage an Albert Camus, LVR Landesmuseum Bonn[1]
- 2016: Oliver Jordan. Aus der Zeit gefallen, Galerie Seippel, Köln
- 2017: Augenblicke. Hommage an Heinrich Böll, Kulturkirche Ost, Köln-Buchforst

## Öffentliche Sammlungen (Auswahl)
- Museum Schloss Moyland (Joseph Beuys-Sammlung)
- Museum am Ostwall (Dortmund)
- Kölnische Galerie des Kölnischen Stadtmuseums
- E.ON-Kunstsammlung
- Museum Folkwang, Essen
- Universität Greifswald
- Kölner Rathaus